# Mapa de Dura Europos

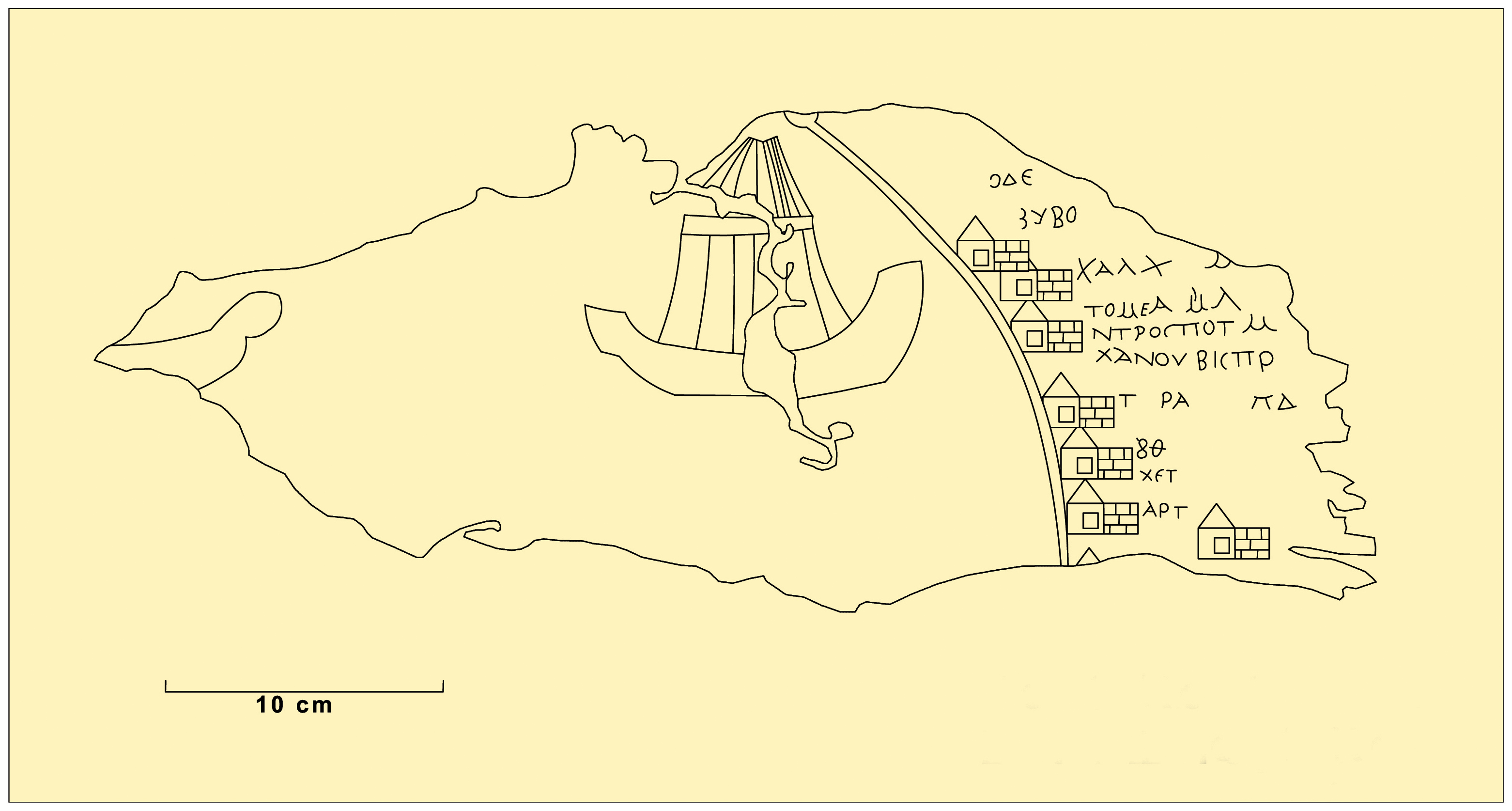
El mapa de Dura Europos.

El mapa de Dura Europos,—también conocido como «mapa de etapas»—, es el fragmento de un mapa de especialidad de la Antigüedad tardía descubierto en 1923 en Dura-Europos. El mapa había sido dibujado sobre la cubierta de cuero de un escudo por un soldado romano de la Cohors XX Palmyrenorum entre los años 230 y 235 El fragmento se considera el mapa más antiguo de —una parte de—Europa conservado en el original.
El mapa es el único de caminos de la antigüedad conservado en el original; está en la colección de manuscritos de la Bibliothèque nationale de France en París.

## Descubrimiento
El arqueólogo belga Franz Cumont descubrió el fragmento de mapa durante unas excavaciones en Dura Europos en 1923, en la «Torre de los Arqueros» sumergida. El mapa es un fragmento de cuero o pergamino, pintado en color, que se había encontrado entre los restos de escudos ovales de madera. Cumont lo identificó como los restos de la cubierta de un escudo laminado con restos de las partes de madera del escudo todavía adheridas al reverso. El mapa había sido realizado por un soldado romano, probablemente un soldado de infantería o un arquero de la Cohors XX Palmyrenorum, una  cohorte auxiliar estacionada en Dura. Este soldado dibujó las etapas del viaje de su unidad en la marcha a través de Crimea en la funda de cuero de su escudo en algún momento entre el 230 y el 235. Las incoherencias geográficas pueden apuntar a que el propietario del escudo encargó el dibujo a otra persona.

## Descripción
El fragmento conservado del mapa mide 0,45 m × 0,18 m. Cumont supone que el mapa tenía originalmente una anchura de 0,65 m. La representación está dividida en dos partes por una línea blanca semicircular. Esta línea trazada a grandes rasgos representa el litoral de la costa occidental y septentrional del Mar Negro. A la izquierda de la costa, se representa el mar abierto en color azul, con tres barcos en el fragmento conservado. A la derecha de la costa, la tierra se muestra en color rojizo. En el mapa se nombran doce lugares de la región del Mar Negro, con los nombres en latín, pero transcritos al griego. A la derecha de cada nombre de lugar, se anotan las distancias en millas romanas, comparables a las del Itinerario de Antonino. Los lugares se han representado simbólicamente, utilizando el dibujante el mismo símbolo —un edificio con tejado a dos aguas— para todos los lugares.
Es muy probable que los lugares mencionados sean etapas de una marcha de la Cohors XX Palmyrenorum. Dos líneas azules bajo los nombres Ἰστρος, ποτ(αμός) y Δάνουβις ποτ(αμός) sugieren ríos que cruzaron durante la marcha.

## Reconstrucción de las etapas
La lista de etapas de la parte conservada del mapa después de Cumont, es la siguiente:
Παν[υσος ποτ(αμός)? μί(λια) . .]
Οδεσ[σός μί(λια) . .]
Βυβόνα [μί(λια) . .]
Καλ[λ]ατις μί(λια) . .
Τομέα μί(λια) λγ´
Ἰστρος ποτ(αμός) μί(λια) μ´
Δάνουβις ποτ(αμός) [μί(λια) . .]
Τύρα μί(λια) πδ´
Βορ[υ]σ[θέν]ης [μί(λια) . .]
Χερ[σ]όν[ησος . . . . ]
Τραπ[εζοῦς . . . . .]
Aρτα[ξάτα μί(λια) . .]
La primera parte del itinerario corresponde a la ruta entre Bizancio y la desembocadura del Danubio conocida por el Itinerario de Antonino y la Tabula Peutingeriana. Algunas de las ciudades se mencionan también en la Cosmografía de Rávena. Siguiendo el mapa de Dura-Europos, el Danubio se cruza después de la moderna Istria y luego avanza hacia regiones en las que el Itinerario de Antonino y la Tabula Peutingeriana no registran ninguna vía romana.

## Características cartográficas
El fragmento muestra que la hoja de ruta estaba orientada hacia el oeste. Así lo indican la dirección de la escritura y la disposición de la decoración. Además, el punto más occidental del mapa, el río Panysus, está en el borde superior del mapa, mientras que el punto más oriental, el lugar Ardabda, está en el borde inferior. Esta orientación hacia el oeste es única en la cartografía romana, ya que todos los demás mapas conocidos estaban orientados hacia el este, hacia la salida del sol.

## Datación
La datación del fragmento de mapa puede reducirse a la primera mitad del siglo III. La Cohors XX Palmyrenorum está confirmada en Dura Europos en el año 230 d. C. por una dedicatoria al emperador romano Alejandro Severo, lo que nos da una fecha de partida. Tras la derrota romana en la batalla de Edesa en el año 260, la presencia romana se vio prácticamente obligada a abandonar la región del Mar Negro. Una de las ciudades nombradas en el mapa, Istria, ya había caído en manos de los godos en el año 238, después de los graves disturbios que se produjeron en la región tras la muerte de Alejandro Severo en marzo del 235. Parece poco probable una marcha militar por esta región después del 235 o 238, a más tardar. Estos hechos nos dan un marco temporal para la creación de la hoja de ruta de cinco años entre el 230 y el 235.

## Percepción, importancia y paradero
Tras su descubrimiento por parte de Cumont, la hoja de ruta volvió a caer pronto en el olvido. En su publicación de 2004 sobre las armas y el equipo militar de Dura Europos, James menciona el mapa, pero duda de que el fragmento formara parte de un escudo romano. Únicamente Nabbefeld retomó el mapa en 2008. Además de su importancia para la historia de la cartografía antigua, el mapa también es importante para la historia militar, ya que una prueba de que las unidades militares romanas estuvieron presentes en el sur de Rusia hasta la invasión del pueblo godo después del año 260 y de que la ciudad de Ardabda (hoy Feodosia) debió de estar todavía bajo control romano en esa época.